# Can Cardús de les Orioles
Can Cardús de les Orioles és un edifici de Terrassa (Vallès Occidental) protegit com a bé cultural d'interès local.

## Descripció
És una masia de planta rectangular, amb planta baixa, pis i golfes, amb coberta a dos vessants. La façana principal és a migdia, perpendicular al carener i de composició simètrica. La planta baixa té un portal d'accés en arc de mig punt adovellat i cobert per un atri de columnes toscanes de ciment, que suporten una tribuna del pis superior. Tot aquest conjunt és un afegit d'èpoques posteriors. A la resta de la façana apareixen quatre finestres, dues a la planta baixa de factura molt senzilla i dues a la planta superior amb brancals de pedra i llindes motllurades que presenten uns relleus centrals amb les inscripcions de 1592 i 1588. Façana acaba amb una cornisa de teules i rajoles i amb una pedra de fil d'escaires. La resta amb estucat de color blanc. A la façana de llevant hi ha un seguit de finestres, també de pedra, amb la inscripció 1588.